# 호신술
호신술(護身術)은 말 그대로 ‘몸을 보호하는 기술’이다. 오래전부터 무술, 무도의 무(武)도 창을 막는다는 의미로 호신이라는 의미를 가지고 있다. 더 자세히 말하자면 호신술이란 완력을 기술화한 것이라고 하는 정의가 나오는데, 상대가 흉기를 가지고 있는 경우라도 상대와의 간격, 흉기의 길이, 공격 방법 등의 경우에 대응한 기술을 몸에 익히는 것을 말한다. 호신이라는 것은 자기방어와는 같은 말로 쓰이지만, 법률용어인 정당방위와는 다른 말인 것이다. 정당방위는 상대방이 자신에게 해를 가할 경우 상대에게 해를 가했을 때 처벌을 받지 않는다는 법적 용어이며, 호신술은 자기 몸을 보호하는 기술이라는 뜻이기 때문이다.
이러한 호신술은 흔히 무술이라고 알고 있기 십상이지만, 따로 기술을 익히기 위해 훈련을 할 필요는 없다. 또한, 어려운 동작들 위주인 무술과 같이 자세를 암기해서 숙련할 필요도 없다. 그 원리와 기법, 혹은 자세나 방법만 안다면 남녀노소 누구나 어디서나 아무런 도구없이도 사용할 수 있는 것이다. 호신술을 실천하는 방법은 정해져 있지 않으며, 규칙이 있는 것도 아니기 때문에 자기 나름대로 호신의 기술을 터득하면 어떤 방법이든 창조가 가능하다. 어떤 방법으로든 악력을 행사하는 상대를 물리칠 수만 있다면 그것이 호신술이라고 정의된다.

## 역사
자신의 신체를 지키는 기술은 인간뿐만 아니라 모든 생물들도 가지고 있다. 예를 들어 낙지가 먹물을 내뱉거나 복어가 몸을 부풀린다거나 벌이 위급한 상황에 침을 놓는다는 방법들 등 여러 가지 생물은 처한 환경이나 상대에 맞춰서 몸을 지키는 노하우를 익혀 왔다. 이런 생물들과 같이 호신술의 역사는 생명을 가진 생물 자체가 지구에 존재하고부터 발생했다고 할 수 있다. 앞서말한 생물들과 달리 인간들은 먹이나 침 대신 머리와 도구를 쓸 수 있기에, 옛날부터 여러 가지 전투술이나 격투술을 고안해 왔다. 호신술은 한마디로 말하자면, 인간의 오랜 역사 속에서 이루어져 온 격투를 연구해서 매우 효율적인 기법으로 고안해 낸 것이라고 할 수 있다.

## 원리와 기법
호신술의 정의에도 말했듯 호신술에는 명확한 형이나 규칙이 있는 것은 아니다. 그러나 인간의 공격패턴이라고 하는 것은 정해져 있어 거기에 대응하면서 급소를 공격하거나 하는 등의 공격패턴에 대항하는 방어패턴을 한 두개 알고만 있다면 그 후로도 스스로 터득이 가능한 것이다. 

### 가방을 이용한 호신술
갑자기 공격을 해 올 경우, 상대가 위협적인 물건(칼 등)으로 공격을 해 올 경우, 피하지 않고 손에 든 가방이나 짐 등을 이용하여 상대방의 주먹이나 위협하는 물건에 가까이 대 방어한다.

### 머리핀을 이용한 호신술
강간범의 습격을 받는 경우 비명을 지르거나 무턱대고 저항하면 최악의 경우 죽음으로 이어질 수 있다. 이런 경우 머리에 꽂고 다니는 날카로운 머리핀을 무기로 사용한다.

### 하이힐을 이용한 호신술
돌연 뒤에서 달려들어 안는 경우 하이힐은 여성의 최대의 무기다. 먼저 하이힐로 상대의 발등을 짓이긴다. 발을 밟은 채 공격하면 엉덩이에 힘을 줘 세게 낭심급소를 쳐서 공격한다.

### 맨 몸으로 하는 호신술

#### 뒤에서 갑자기 공격하는 경우
힘이 센 상대에게 뒤에서 졸려버린 경우, 주먹을 만들어서 중지의 제2관절을 내밀도록 주먹을 쥐고 상대방의 손등을 있는 힘껏 누른 후 상대방이 손을 풀게 되는 순간 도망친다.

#### 앞에서 갑자기 덮치는 경우
앞에서 갑자기 덮치는 경우에는 무릎을 이용하여 상대방의 낭심급소를 있는 힘껏 걷어 찬다.

#### 지하철에서 치한을 만나는 경우
지하철에서 누군가가 엉덩이를 만지는 경우, 핸드백으로 엉덩이를 보호하는 것이 가장 쉬운 방법이다. 하지만 혼잡한 경우 뒤에 있는 상대방의 명치를 팔꿈치로 공격하거나, 상대의 급소를 과감하게 공격한다.

## 급소
턱이나 간, 관절 같은 인체의 주요 급소를 공격하는 것은 격투기를 판정 없이 끝내는 가장 중요한 기술이다. 반면, 단련이 불가능하거나 회복이 불가능한 급소를 공격하는 행위는 반칙으로 규정하고 있다. 현대 격투기에서 공격할 수 없는 급소로 인정하는 부위는 후두부, 눈, 목, 사타구니 정도이다. 즉 호흡기와 후두부, 생식기만을 급소로 인정하고 이외의 부분에 대해서는 공격을 허용한다.

## 같이 보기
- 호신용품